# Karl Josef Becker
Karl Josef Becker (Colonia, 18 de abril de 1928-Roma, 10 de febrero de 2015) fue un teólogo católico alemán y consultor de la Congregación para la Doctrina de la Fe. Fue profesor en Roma, en la Universidad Gregoriana.
En 1948 ingresó en la Compañía de Jesús, se doctoró en teología y fue ordenado sacerdote el 31 de julio de 1958.
Desde 1963 fue profesor de teología en la Facultad de Filosofía y Teología Sankt Georgen en Alemania.
En 1969 fue llamado a Roma para enseñar teología dogmática en la Pontificia Universidad Gregoriana. De 1972-1985 fue editor en jefe de la revista "Gregorianum".
Además de dedicarse a la enseñanza y la investigación académica, en 1985 comenzó a trabajar junto con el cardenal prefecto Joseph Ratzinger como consultor de la Congregación para la Doctrina de la Fe y desde 1997 hasta 1999 participó en los preparativos de la Declaración Conjunta sobre la Doctrina de la Justificación, de la Comisión luterano-católico romana.
Según John Allen, Becker gozaba del respeto y la confianza del cardenal Joseph Ratzinger, el entonces prefecto de la Congregación para la Doctrina de la Fe (y futuro papa Benedicto XVI). Más de un teólogo en problemas ha sido advertido de "ir a ver al Padre Becker". Se cree, por ejemplo, que Becker estuvo involucrado en la investigación de la Santa Sede de su compañero jesuita Jacques Dupuis y su trabajo sobre el pluralismo religioso.
Becker escribió acerca de las interpretaciones del subsistit in (subsiste en) en la Lumen Gentium. En 2009, se anunció que iba a participar en las discusiones doctrinales entre la Sociedad de San Pío X y la Santa Sede.
El 6 de enero de 2012, el papa Benedicto XVI anunció su intención de crear al padre Becker cardenal de la Iglesia, en el transcurso de un Consistorio el 18 de febrero de 2012. El 3 de febrero de 2012 se anunció que, debido a su mala salud, Becker no iba a participar públicamente en el consistorio del 18 de febrero, pero que sería creado cardenal en una ceremonia privada más adelante. Fue creado y proclamado cardenal diácono de San Julián Mártir en ese día.
Falleció en Roma el 10 de febrero de 2015.